# Мочалище (приток Нуи)
Мочалище — река в России, протекает в Ичалковском районе Мордовии. Устье реки находится в 3,6 км по левому берегу реки Нуи. Длина реки составляет 13 км.
Исток реки находится в Резоватовском лесу в 19 км к юго-востоку от райцентра, села Ичалки. Река течёт на северо-восток, в среднем течении протекает село Вечкусы. Впадает в Ную восточнее села Селищи.

## Данные водного реестра
По данным государственного водного реестра России относится к Верхневолжскому бассейновому округу, водохозяйственный участок реки — Алатырь от истока и до устья, речной подбассейн реки — Сура. Речной бассейн реки — (Верхняя) Волга до Куйбышевского водохранилища (без бассейна Оки).
По данным геоинформационной системы водохозяйственного районирования территории РФ, подготовленной Федеральным агентством водных ресурсов:
- Код водного объекта в государственном водном реестре — 08010500212110000038758
- Код по гидрологической изученности (ГИ) — 110003875
- Код бассейна — 08.01.05.002
- Номер тома по ГИ — 10
- Выпуск по ГИ — 0